# Wohnbau Mainz

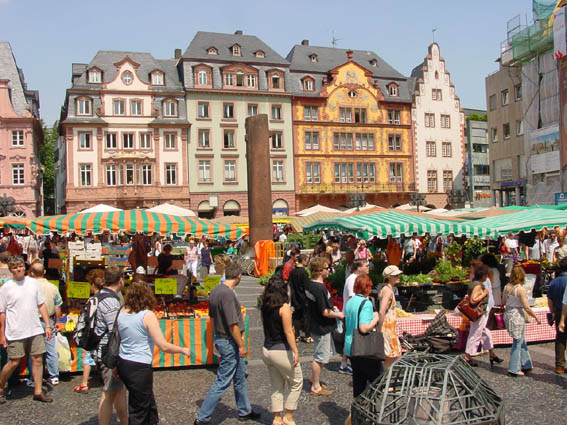
Die Markthäuser vor der Umgestaltung

Die Wohnbau Mainz ist die kommunale Wohnungsgesellschaft der Stadt Mainz. Sie ist mit 10.500 Wohneinheiten der größte Wohnungsanbieter in der Landeshauptstadt.

## Geschichte
Die Wohnbau Mainz wurde 1917 noch während des Ersten Weltkrieges unter Oberbürgermeister Karl Göttelmann gegründet. Die ersten Wohnungen errichtete sie nach Kriegsende auf der rechten Rheinseite. Dort entstand in kurzer Zeit die Siedlung Kostheim mit großen Grünflächen und kleinen Reihenhäusern nach Vorbild der Gartenstadt-Strömung, in denen zeitgerechte Zweizimmerwohnungen mit Wohnküche, Toilette und Bad Familien ein neues Zuhause gaben.
Bis zum Beginn des Zweiten Weltkrieges besaß die Gesellschaft 1256 Wohnungen auf beiden Seiten des Rheins, von denen viele im Bombenhagel der letzten Kriegstage zerstört wurden. Erst Anfang der 1950er Jahre kam der Wohnungsbau in Mainz wieder in Schwung, danach aber ging es rapide voran. Am Rande der Stadt entstanden große Wohngebiete, und die Wohnbau Mainz war in fast allen Bereichen an der Stadtentwicklung von Mainz beteiligt.

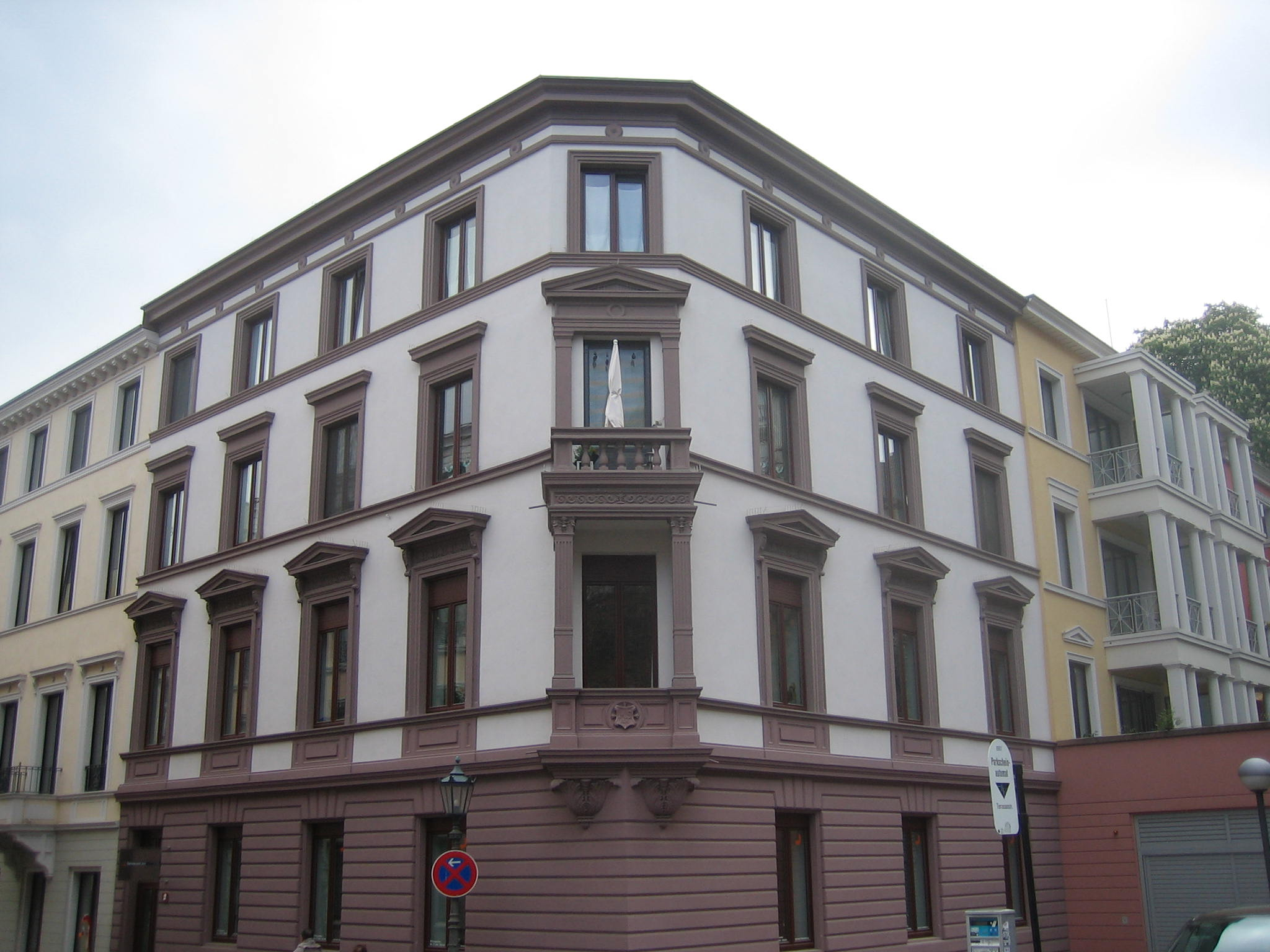
Wohnbebauung aus dem 19. Jahrhundert…

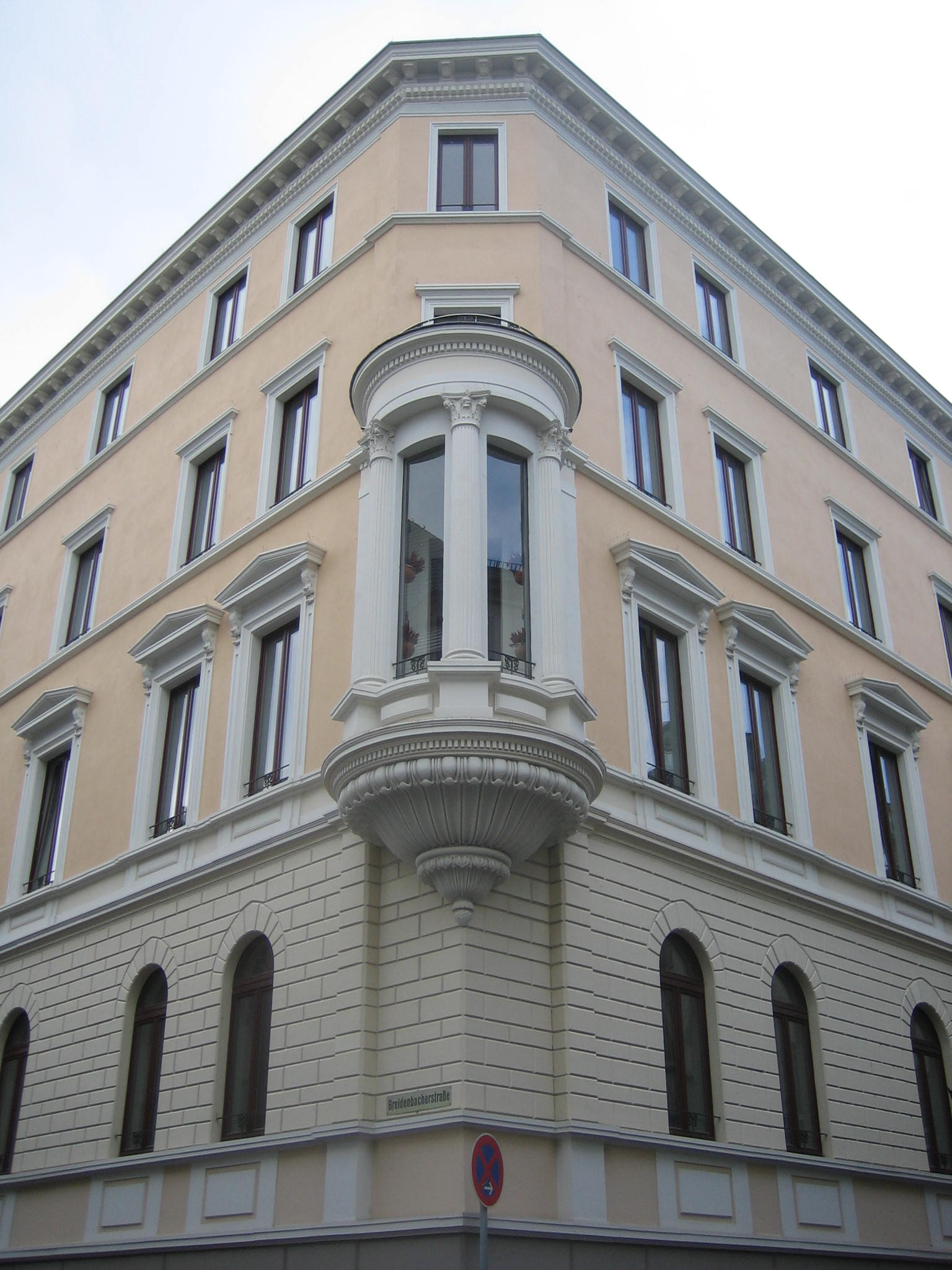
…auf dem Kästrich, entkernt und renoviert durch Wohnbau

Im Jahre 2009 wurde ein signifikanter finanzieller Engpass des Unternehmens aufgedeckt. Die Wohnbau Mainz hatte, ausgelöst durch Missmanagement und verstärkt durch die Finanzkrise, Probleme, neue Darlehen für auslaufende Darlehen zu erhalten. Das hoch verschuldete Unternehmen stand bereits kurz vor dem Aus, doch die Stadt Mainz erklärte sich bereit, eine Bürgschaft in Höhe von 300 Millionen Euro bereitzustellen. Dadurch war es möglich, an neue Kredite zu kommen und eine Restrukturierung in die Wege zu leiten. Die zustimmungspflichtige Aufsichts- und Dienstleistungsdirektion in Trier genehmigte die Bürgschaft, forderte aber, die Sachkosten in dem neuen Unternehmen erheblich zu senken und den Personalbestand deutlich zu verringern. Letzteres wurde realisiert. Die Verschuldung wurde durch den Verkauf von 2800 Wohnungen im rechtsrheinischen Gebiet an die Landeshauptstadt Wiesbaden schon vor der Neugründung gesenkt. Die Stadt Wiesbaden zog sich daraufhin Ende des Jahres 2009 ebenso wie die Landesbank Baden-Württemberg aus der Gesellschaft zurück.

## Die „neue“ Wohnbau
Am 1. Dezember 2009 nahm die neue Wohnbau-Gruppe ihre Arbeit auf. Das Unternehmen konzentrierte sich nun auf die Wohnungsvermietung. Andere Geschäftszweige wie der Betrieb von Restaurants, das Bauträgergeschäft oder die Entwicklung von Gewerbeimmobilien wurden aufgegeben. Die rund 10.500 im Bestand gehaltenen Wohnungen im Mainzer Stadtgebiet wurden mit der Organisationsumstellung der neuen Tochtergesellschaft WB Wohnraum Mainz GmbH & Co. KG übertragen. Eine zweite Tochter, die WB Gewerbeimmobilien Mainz GmbH & Co. KG, übernahm rund 300 Gewerbeeinheiten, die zum Verkauf bestimmt waren. Die dritte Gesellschaft der Gruppe, die WB Services GmbH, kümmert sich mit ihren Handwerkern und Hausmeistern um die technische Betreuung der Wohnungen und Wohnanlagen. Zum 1. Januar 2019 hat die Wohnbau Mainz die beiden Tochtergesellschaften WB Wohnraum Mainz GmbH & Co. KG und WB Gewerbeimmobilien Mainz GmbH & Co. KG aufgelöst und wieder in die Wohnbau Mainz GmbH überführt. Das Unternehmen ist heute wieder wirtschaftlich erfolgreich und der größte und günstigste Wohnungsanbieter in Mainz. Gesellschafter sind die Stadt Mainz (89,8 %) und die Rio Energieeffizienz GmbH und Co. KG (10,2 %).

## Objekte
Neben Wohnungen, Häusern und Gewerbeobjekten in allen Stadtteilen unterhält die Wohnbau Mainz einige Mehrgenerationenhäuser und Objekte, die einem Projektgedanken unterliegen. In der Mainzer Neustadt eröffnete das Unternehmen 2005 ein mehrfach ausgezeichnetes Projekt des Mehrgenerationenwohnens. Unter dem Motto „Zuhause in Mainz – miteinander sorgenfrei leben“ entstehen zudem weitere Wohnprojekte, die selbstständiges Wohnen, Versorgungssicherheit und gelebte Nachbarschaft miteinander verbinden. Bisher gibt es drei solcher Projekte in den Stadtteilen Hartenberg-Münchfeld, Mombach und Ebersheim. Weitere sind in Planung.

### Projekte
- Konversionsfläche „Alte Artilleriekaserne“ Gonsenheim mit ca. 1,7 ha.
- Dreikönigshof auf dem Kästrich in der ehemaligen Brauerei Schöfferhof/Dreikönigshof unter teilweiser Erhaltung der Fassaden von 1889
- Wohnprojekt „An der Bruchspitze“ zwischen Mainz-Mombach und Mainz-Gonsenheim
- Wohnquartier „Pfarrer-Brantzen-Straße“ im Wohngebiet „Am Großen Sand“, einer Konversionsfläche zwischen Mombach und Gonsenheim
- „Zuhause in Mainz – miteinander sorgenfrei leben“
- Soziokulturelles Zentrum der Neustadt Kulturbäckerei

Für zwei Projekte (Dreikönigshof und neun Hofhäuser in Mainz-Hechtsheim) erhielt die Wohnbau Mainz einen Staatspreis für Architektur und Wohnungsbau des Landes Rheinland-Pfalz im Jahr 2007. Das Mehrgenerationenwohnen in der Mainzer Neustadt wurde mit einer Anerkennung bedacht. Für die Wohnanlage „Am Cavalier Holstein“ (Zuhause in Mainz, 2016) erhielt das Unternehmen den Staatspreis für Architektur und Wohnungsbau 2018.

## Stadtentwicklung

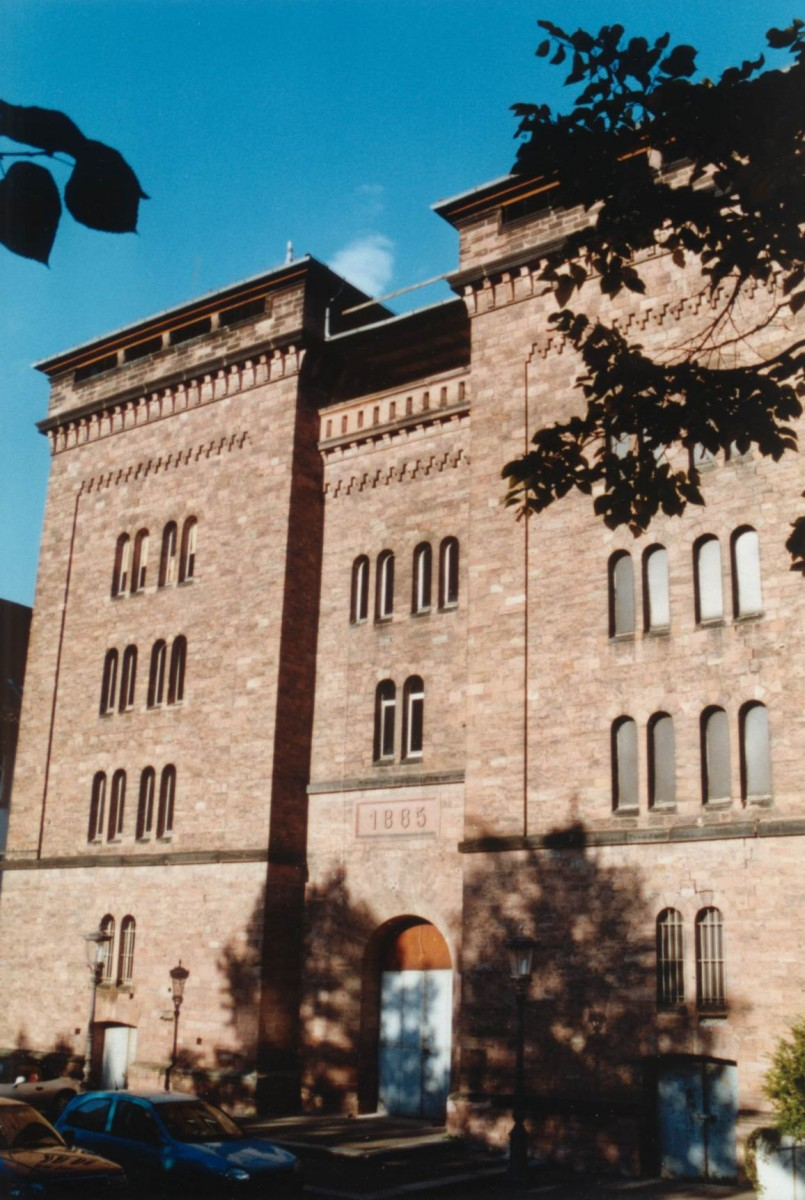
Proviantamt Mainz

Zur Altstadtsanierung hat das Unternehmen durch die Erweiterung des Gutenberg-Museums, den Neubau und die Sanierung des „Frankfurter Hofs“, sowie den Neubau und die Modernisierung von Häusern und Wohnprojekten in der Gaustraße, Fischergasse, Augustinergasse und -gässchen, Weißliliengasse, Heringsbrunnengasse und Fischtorstraße beigetragen. Daneben hat die Wohnbau Mainz durch Aufkauf, Sanierung und Umgestaltung geschichtsträchtiger Gebäude wie des „Proviant-Magazins“, die Neugestaltung der historischen Markthäuser (Architekt und Designer: Massimiliano Fuksas), und die Umwandlung des ehemaligen Großhandelskaufhauses Etex zum „Wohnpark am Kupferberg“ mit teilweise denkmalgeschützten Fassaden aus den Jahren zwischen 1860 und 1880 in der Breidenbacher-Straße entscheidend zum Stadtbild beigetragen. 2009 wurde der Neubau eines Büro- und Geschäftshauses samt Parkhaus „Am Bahnhof Mainz Römisches Theater“, dem ehemaligen Südbahnhof, abgeschlossen.

## Gesellschafterstruktur
Zum 1. Dezember 2009 hatte die Wohnbau einen Wohnungsbestand von 10.500 Mietwohnungen, in denen rund 35.000 Bürger wohnen, und vermietete 299 Gewerbeeinheiten. Gesellschafter sind ab diesem Stichtag die Stadt Mainz als Hauptgesellschafter mit 89,8 % Anteil und RioEnergieeffizienz GmbH & Co. KG mit 10,2 %. Der Aufsichtsrat mit seinem Vorsitzenden, dem Beigeordneten Dr. Eckart Lensch, spiegelt die Gesellschafterstruktur wider.